# Geoffroy III de Vendôme
Pour les articles homonymes, voir Geoffroy de Vendôme (homonymie) et Geoffroy Grisegonelle.
Geoffroy III de Vendôme († 1145), surnommé Grisegonelle en hommage au comte Geoffroy Ier d'Anjou, a été seigneur de Preuilly ainsi que comte de Vendôme de 1102 à 1137. Il était fils du comte Geoffroy II et d'Euphrosine de Vendôme, héritière des comtes de Vendôme issus de la maison de Nevers.

## Biographie
Encore mineur à la mort de son père, il devient comte de Vendôme sous la tutelle de sa mère.
Majeur en 1105, il combattit bientôt Thibaut IV, comte de Blois qui le fit prisonnier. Ce furent les moines de l'Abbaye de la Trinité qui payèrent sa rançon.
Cela ne l'empêcha pas d'avoir des démêlés avec ces derniers en 1108. Les moines ayant violé l'immunité du château, il s'empara du Bourg-Neuf qui appartenait à l'abbaye. Mais Geoffroy finit par reconnaître les droits de l'abbaye.
En 1120, sous la bannière de son suzerain Foulque V comte d'Anjou, il prit part à la guerre de Louis VI le Gros contre les Anglais en Normandie. Ayant réussi à épargner la profanation aux reliques de sainte Opportune et de saint Chrodegand lors du pillage de l'abbaye d'Almenêches près d'Alençon, il obtint le droit de les rapporter à la collégiale Saint-Georges.
En 1133, en combattant Sulpice II d'Amboise, il fut à nouveau fait prisonnier et ne fut libéré que l'année suivante.
En 1137, il part combattre en Palestine, laissant son comté à son fils Jean Ier et meurt à Saint-Gilles en 1145 à son retour. Il est inhumé dans la collégiale Saint-Georges de son château de Vendôme

## Mariage et descendance
De son épouse Mathilde d'Alençon, fille d'Hugues III de Châteaudun, dit d'Alençon ou de Bellême ou de Domfront par sa mère Adelise de Domfront, vicomte de Châteaudun, et d'Agnès de Fréteval, il eut :
- Jean Ier (1110 † 1182) ;
- Geoffroy (1111 † 1136).